# Göran Lindblom (företagsledare)
Carl Göran Lindblom, född 30 maj 1918 i Ovansjö församling, Gävleborgs län, död 4 juli 2014 i Halmstad, var en svensk bergsingenjör och företagsledare.
Lindblom, som var son till bergsingenjör Teofil Lindblom och Emmy Dehne, utexaminerades från Kungliga Tekniska högskolan 1942. Han var driftsingenjör vid Boxholms AB 1942–1943, Hallstahammars AB 1943–1946, verkställande direktör vid Halmstads Järnverks AB 1947–1959 och Korsnäs-Marma AB 1959–1970. Han var styrelseledamot i Sandvikens Jernverks AB, och Halmstads Järnverks AB.